# Roger II Trencavel
Roger II Trencavel (fallecido en marzo de 1194) fue vizconde de Carcassonne, Béziers, Razès y Albi de 1167 o 1171 hasta su muerte. Hasta 1177 utilizó el título de procónsul, normalmente como procónsul de Bitteris (de Béziers), pero abandonó su uso cuándo se convirtió en vasallo de la Corona de Aragón. El gobierno de sus tierras se caracterizó por una complejidad creciente, como el desarrollo de los cargos de senescal y sub-vicario, pero sus últimos años estuvieron marcados por problemas financieros y una "general malaise" quizás debidos a su mala relación con la jerarquía de Iglesia por su actitud favorable hacia Catarismo.
Roger era el hijo mayor Raimundo I Trencavel y Saure. Como niño en 1153 fue enviado en "custodia y servicio" de Ermengarda de Narbona. Finalmente  heredó los cuatro vizcondados de Raymond a su muerte en 1167. No obstante, Raimundo V de Tolosa objetó al joven Roger y en cambio entregó los vizcondados a  Roger Bernardo I de Foix en diciembre de 1167 en Narbona. Roger se rebeló, recuperó Béziers en 1169 con la ayuda de tropas de Aragón. Después de tomar la ciudad, Roger introdujo a los aragoneses en la ciudad para asesinar a aquellos que habían entregado la ciudad a su rival. Sin embargo, en noviembre de 1171, Raimundo apartó a Roger de Alfonso II de Aragón, entregándole los vizcondados y quitándoselos al conde de Foix.
Roger se casó con Adalais, hija de Raimundo de Tolosa, en 1171. Esto abrió el único (breve) periodo de alianza entre Roger y Raimundo. La dote de Adalais fue la ciudad de Minerve, un feudo del Rey de Francia. En 1176, Roger realizó una investigación pública para probar su señorío sobre el pueblo de Mèze. Por la misma época (c. 1175), Alfonso de Aragón realiza una investigación pública para probar que Carcasona era su posesión y que Roger II meramente la retenía por su placer. A finales de los años 1180, Roger empezó la compilación de un cartulario para reunir evidencias en su favor. El cartulario contenía 248 folios y estaba escrito caligrafía proto-gótica.
Roger fue un estrecho aliado de Ermengarda de Narbona de 1171 en adelante, cuando el vizconde y la vizcondesa juraron alianza mutua. En 1177, se unió a una alianza con Ermengarda y Guillermo VIII de Montpellier para evitar que Raimundo capturara Narbona. En 1179, fue forzado a cancelar su alianza anterior con Raimundo y plegarse a Alfonso de Aragón. Reconoció que gobernaba sus feudos para Alfonso. Roger acordó mantener Minerve para el rey de Aragón en lugar de para el rey de Francia, indicativo de una reorientación de los señores del Languedoc con respecto a la autoridad central. Algunos han sugerido que Roger fue llevado al lado de Alfonso por los resultados del III Concilio de Letrán y por la petición de ayuda de Raimundo de Tolosa para atajar la herejía en sus dominios. Roger aparece tolerante hacia los herejes.
Alrededor de 1175, Roger encarceló a Gerard, el obispo de Albi, probablemente por el disputado señorío de Albi. Roger consiguió establecer un vicario (Pierre Raimond d'Hautpoul) en Albi entre 1175 y 1177, pero fue forzado a llegar a un acuerdo humillante con el obispo William de Dourgne en 1193. En 1178 Henry de Marcy, que dirigía una legación apostólica en la región, marchó sobre Albi, de donde Roger huyó a Ambialet, y a Castres, donde fue declarado hereje y excomulgado tras liberar al obispo Gerard. En 1179, fue excomulgado otra vez por Pons d'Arsac por su "conspicua carencia de entusiasmo para la extirpación de la herejía" bajo el vigesimoséptimo canon del III Concillio de Letrán y el decretal Anuncio abolendam del papa Lucio III. Fue también acusado de contratar routiers. En 1181, Henry de Marcy regresó al del sur de Francia y asedió a Roger y su mujer en Lavaur, que se rindió rápidamente.
En 1185, Alfonso estaba en guerra con Raimundo por la posesión de Provenza. De Aix  viajó a Najac, donde, probablemente en abril, llegó a un tratado conRicardo I y con Roger contra Raimundo de Tolosa. Roger en agradecimiento siguió a Alfonso a España y al asedio de Valencia, donde, en junio, prohijó al hijo del rey, Alfonso II de Provenza como su heredero, incluso aunque su mujer estuviera esperando un hijo. Quizás la adopción era una precaución en caso el niño de Adalais fuera niña. Alfonso de Provenza no sucedió a Roger, que tuvo un hijo llamadoRaimundo Roger. En 1188, Alfonso de Aragón viajó al norte de los Pirineos otra vez para defender a Roger en Carcasona, pero le desposeyó del vizcondado, así como desde Rasez a Raimundo Roger de Foix en un movimiento para desposeer completamente a los Trencavel.
En 1189, Roger cayó seriamente enfermo e hizo su testamento. No obstante, después de su recuperación en 1191, reunió a sus vasallos y les hizo jurar lealtad a su hijo, lo que hicieron.